# Parakneria
Parakneria is een geslacht van straalvinnige vissen uit de familie van de oorvissen (Kneriidae).

## Soorten
- Parakneria abbreviata (Pellegrin, 1931)
- Parakneria alytogrammus Kiwele Mutambala, Abwe, Schedel, Chocha Manda, Schliewen & Vreven, 2022
- Parakneria cameronensis (Boulenger, 1909)
- Parakneria damasi Poll, 1965
- Parakneria fortuita Penrith, 1973
- Parakneria kissi Poll, 1969
- Parakneria ladigesi Poll, 1967
- Parakneria lufirae Poll, 1965
- Parakneria malaissei Poll, 1969
- Parakneria marmorata (Norman, 1923)
- Parakneria mossambica Jubb & Bell-Cross, 1974
- Parakneria spekii (Günther, 1868)
- Parakneria tanzaniae Poll, 1984
- Parakneria thysi Poll, 1965
- Parakneria vilhenae Poll, 1965